# Objet transitionnel
 (novembre 2015).

L'objet transitionnel (2) joue un rôle dans la relation entre la mère (a) et l'enfant (b), après la période d'illusion (1).

Un objet transitionnel est un objet utilisé par un enfant dès l'âge de 3 ou 4 mois pour représenter une présence rassurante (comme celle de la mère).
Donald Winnicott fut le premier à parler de l'objet transitionnel ainsi que des phénomènes transitionnels au début des années 1950, soulignant soigneusement que leur existence dépend de chaque enfant. En effet, si tous les enfants occidentaux n'y ont pas recours, le phénomène est plus rare encore — voire souvent inexistant — dans les sociétés extra-occidentales.

## La mère suffisamment bonne et l'illusion
Selon certains psychanalystes, l'enfant n'a pas — dans les premiers mois de son existence — conscience des limites de son corps et de celui des autres (principalement sa mère), vivant dans une sorte d'indistinction, sujet à des angoisses spécifiques (en partie liées à ses besoins physiologiques).
Selon Winnicott, il est dans l'« illusion » : lorsque tout se passe bien, ses cris (déclenchés par exemple par la faim) entraînent une réponse à ses besoins, sous la forme d'un sein (ou d'un biberon) qu'il fantasme comme étant une partie de lui et qui semble apparaître magiquement. Lorsque tout se passe bien, la mère est dans une disposition de « préoccupation maternelle primaire », ce qui permet au bébé d'avoir cette « illusion d'omnipotence ».
En effet, la mère se montre hypersensible au désir de l'enfant, lui présentant le sein au moment où il s'apprête à le créer pour soulager ses besoins. Il est primordial que la mère permette à l'enfant de rester, au départ, dans cette illusion car celui-ci ne pourrait supporter des carences précoces et répétées. Ultérieurement, la mère suffisamment bonne sera celle qui introduit progressivement la frustration.

## Holding,handlingetobject-presenting
Selon Winnicott, la mère (ou son tenant lieu) intervient auprès du bébé de trois manières différentes :
- le holding : ce terme désigne tous les moyens qui donnent un support à son Moi naissant. L'enfant et la mère sont tout d'abord imbriqués sur le plan psychique, puisque l'enfant s'appuie complètement sur sa présence. Le soutien fourni par la mère comprend toute la routine des soins quotidiens adaptés à l'enfant, le protégeant contre les expériences angoissantes. Il est à la base de l'intégration du Moi en un tout unifié ;

- le handling : il désigne la manière dont il est traité, manipulé, soigné. Il induira ce que Winnicott a appelé l'« interrelation psychosomatique », c'est-à-dire qu'il permet l'installation de la psyché dans le soma, l'habitation du corps (indwelling) ainsi que le développement du fonctionnement mental ;

- l’object-presenting : c'est le fait de proposer l'objet du besoin, en même temps que l'enfant se soit exprimé comme s'il l'avait créé (biberon, couche…). Avec Winnicott, le trouvé-créer est important car il n'y a pas d'omnipotence maternelle, simplement un ajustement difficile à "trouver-créer" ensemble. [pas clair] [réf. nécessaire]

## Relations distales et relations proximales
Des auteurs tels que Hélène Stork ont montré l'importance des soins corporels pour le bon développement de l'enfant. L'auteur a également comparé les soins apportés à l'enfant occidental, où mère et enfant sont dans une relation « distale », aux soins apportés dans d'autres cultures, lesquels se font plus souvent sur un mode « proximal ».
Ainsi, nombre d'auteurs étudiés insistent, en ce qui concerne les soins donnés au bébé nord-africain, sur la grande proximité entre l'enfant et sa mère. Zerdoumi (1982), notamment, évoque : 
« La mère abandonne très rarement son bébé. Dans les milieux populaires au moins, elle le porte avec elle, enveloppé dans un pan du haïk ou dans une grande serviette éponge (fout'a), quand elle se déplace, que ce soit pour son travail, pour faire des courses, ou accomplir des corvées. (…) La nuit, il dort près d'elle. (…). Il est recroquevillé près de sa poitrine (…). »
Ces méthodes de soins semblent permettre une socialisation précoce de l'enfant qui est très tôt confié à d'autres parents (tels que grands-parents, frères, sœurs, oncles ou tantes).

## La désillusion
Peu à peu, l'enfant est amené à percevoir la réalité, autrement dit, à percevoir l'objet maternel et son angoissante dépendance vis-à-vis de celui-ci. C'est ce qu'on appelle la « désillusion ». Au cours de cette évolution, de ce passage du subjectif à l'objectif, interviennent les phénomènes transitionnels ainsi que l'objet transitionnel.
Les phénomènes transitionnels (apparaissant entre 4 et 12 mois) désignent une zone d'expérience intermédiaire entre sucer son pouce (érotisme oral) et l'ours en peluche avec lequel l'enfant joue et qu'il investit (relation objectale vraie).
L'objet transitionnel quant à lui qualifie un objet matériel, choisi par le nourrisson et le jeune enfant (et c'est une condition indispensable) utilisé par exemple au moment de l'endormissement. Ce phénomène « normal » permet à l'enfant de transiter de la première relation — orale — à la mère et la « véritable relation d'objet ».

## L'objet transitionnel
L'objet transitionnel est donc un objet privilégié, choisi par l'enfant. Il est la première possession non-moi. Il n'est perçu ni comme faisant partie de la mère, ni comme étant un objet intérieur. Il permet le cheminement de l'enfant du subjectif vers l'objectif — il sera plus tard désinvesti et l'aire transitionnelle donnera accès au jeu et aux activités culturelles pour l'adulte.
Objet généralement doux au toucher, il permet au bébé de lutter contre l'angoisse (angoisse de type dépressif tout particulièrement) en gardant un minimum de sentiment de contrôle. Même si ce contrôle n'est plus aussi absolu que celui que lui conférait son omnipotence, il s'agit tout de même d'un contrôle par la manipulation.
L'objet transitionnel devra survivre à l'amour instinctuel et à la haine.
Par la suite quand apparaît et se développe le langage, l'objet transitionnel pourra être nommé.
Durant la période d'illusion, la mère présente son sein au moment où l'enfant a le sentiment illusoire de le créer. Il n'y a pas de réels échanges entre la mère et l'enfant puisque le sein fait partie de lui-même.
Au cours de la désillusion, l'objet transitionnel fait en quelque sorte interface entre l'enfant et sa mère, permettant un vécu non angoissant de la séparation.
L'objet transitionnel est donc un moyen pour l'enfant d'accéder à l'objectivité, d'accepter de perdre en quelque sorte ses sentiments de toute-puissance de manière pas trop brutale.
L'aire transitionnelle est le lieu de repos psychique entre la réalité (qui prend de plus en plus sens) et ses sensations d'omnipotence.

## Fonctions
L'objet transitionnel vient remplir une fonction essentielle : celle de défense contre l'angoisse. L'objet vient pour rassurer l'enfant, le réconforter, et tout parent connaît ce rôle. Winnicott précise surtout qu'il s'agit d'une protection contre l'angoisse de type dépressif, soit l'angoisse, justement, de perdre l'objet — c'est-à-dire l'objet maternel.
De même que Melanie Klein a précisé des positions psychiques qui seront sans cesse abandonnées, puis mises à jour, remaniées, positions dans lesquelles le sujet oscillera sa vie durant, de même Winnicott précise un objet qui révèle une transitionnalité : sa vie durant, le sujet utilisera des objets transitionnels. Mais ces objets auront bien évolué.

## Phénomènes transitionnels
Pour Winnicott, l'intérêt de la théorie d'un objet transitionnel ne réside pas dans la présentation théorique du doudou, mais bien évidemment dans le phénomène de transitionnalité sous-jacent.
Au fond, qu'importe l'objet, ce qui intéresse le regard du psychanalyste demeure dans l'évolution ultérieure. Le premier point d'importance concerne le transfert. L'enfant ne fait pas le deuil de l'objet transitionnel — au sens de désinvestir progressivement — mais étend son intérêt pour le transitionnel à tous les domaines de la culture. Au lieu d'un deuil, difficile processus de désinvestissement, on trouve l'extension d'un investissement qui visait un objet et qui vise ensuite l'art, la connaissance, etc. Ce point amène Winnicott à jouer du transfert d'une manière très particulière, comme avec la petite Piggle.
D'autre part, l'extension de la transitionnalité aux phénomènes culturels présente la culture sous l'aspect d'une sauvegarde contre l'angoisse de perdre l'objet. Cette idée de la culture complète donc la théorisation d'une sublimation, d'une curiosité auparavant sexuelle, notions qui apportaient en effet assez peu de connaissances sur le comportement.

## Critiques
Le futur nourrisson, déjà dans le ventre de sa mère, est susceptible de sucer son pouce. À ce point, plusieurs remarques : si le nourrisson peut bien témoigner d'érotisme oral, il ne s'agit cependant pas pour lui de retrouver le sein perdu, c'est une période d'auto-érotisme. On postule alors la thèse d'un réflexe inné. Cela n'enlève cependant en rien l'idée de Winnicott qui ne se limite pas à la seule succion du pouce.

## Objet transitionnel et objet précurseur
Il faut distinguer l'objet transitionnel de l'objet précurseur (Objet primaire). C'est Renata Gaddini (1970) qui propose, en accord avec Winnicott, le concept d'objet précurseur. Ce dernier est utilisé par l'enfant (en l'introduisant dans sa bouche par exemple), pour lui donner le sentiment d'être un tout, d'être avec la mère et pour lui éviter l'angoisse de morcellement. Par exemple, en tétant, il trouve en la mère (ou plutôt à travers le sein), un moyen d'intégrer le « self ». Souvent l'accompagnent des comportements auto-érotiques (d'abord en touchant le corps de la mère puis en touchant des parties de son propre corps).
L'objet précurseur est avant tout un objet au contact agréable pour l'enfant (qui peut être amené à en avoir plusieurs, interchangeables). Il peut devenir un objet transitionnel mais ce n'est pas systématique.